# Imperio songhai
El Imperio songhai, también conocido como el Imperio songai, fue un Estado ubicado en África Occidental. Desde comienzo del siglo XV hasta finales del siglo XVI, Songhai fue uno de los mayores imperios islámicos de la historia. Este imperio portaba el nombre de su principal grupo étnico, los songhai. Su capital era la ciudad de Gao, donde un Estado Songhai había existido desde el siglo XI. Su base de poder se hallaba ubicada en la margen del río Níger, en los actuales Níger y Burkina Faso.
El Estado songhai existió de un modo u otro durante más de mil años si se traza la historia de sus gobernantes desde el primer asentamiento en Gao hasta su estatus semivasallo bajo el Imperio de Malí y hasta su continuación en territorio del actual Níger como el Reino Dendi.
Se piensa que los songhai se establecieron en Gao en fechas tan tempranas como el 800 a. C., pero no la establecieron como capital hasta el siglo XI, durante el reinado de Dia Kossoi. Sin embargo, la dinastía Dia pronto dio paso a los Sonni, lo que provocó el ascenso de Sulaiman-Mar, quien obtuvo la independencia y hegemonía sobre la ciudad. Se suele acreditar a Mar como el líder enfrentó el poder del Imperio de Malí y logró la independencia para el pequeño reino songhai de la época.

## Historia

### Primeros habitantes
En la Antigüedad, varios grupos diferentes de personas formaron colectivamente la identidad Songhai. Entre los primeros pueblos que se asentaron en la región de Gao se encontraba el pueblo Sorko, que estableció pequeños asentamientos en las orillas del Níger. Los Sorko fabricaron barcos y canoas con la madera del árbol cailcedrat (Khaya senegalensis), pescaban y cazaban desde sus barcos y proporcionaban transporte acuático para mercancías y personas. Otro grupo de personas que se trasladó a la zona para vivir de los recursos de Níger fue el pueblo Gao. Los Gao eran cazadores y se especializaban en la caza de animales de río como cocodrilos e hipopótamos. 
El otro grupo conocido que habitaba la zona era el pueblo do, agricultores que cultivaban las fértiles tierras que bordean el río. Antes del siglo X, estos primeros pobladores fueron subyugados por los songhai, más poderosos y a caballo, que se hicieron con el control de la zona. Todos estos grupos empezaron gradualmente a hablar la misma lengua, y ellos y su país acabaron siendo conocidos como los Songhai.: 49 
Los historiadores discrepan sobre cuándo se produjo la anexión de Gao como provincia de Malí. Para unos fue en época del mansa Ulé I mientras que, para otros, fue el mansa Musa I el que realizó la conquista.

### Gao y Mali
La primera dinastía de reyes es oscura, y la mayor parte de la información sobre ella procede de un antiguo cementerio cerca de un pueblo llamado Saney, cerca de Gao. Las inscripciones de algunas de las lápidas del cementerio indican que esta dinastía gobernó a finales del siglo XI y principios del XII, y que sus gobernantes recibieron el título de Malik (en árabe: "Rey"). Otras lápidas mencionan una segunda dinastía cuyos gobernantes llevaban el título de zuwa. Sólo el mito y la leyenda describen los orígenes de la zuwa. El Tarikh al-Sudan (Historia de Sudán), escrito en árabe hacia 1655, ofrece una historia temprana de los songhai transmitida por tradición oral. En él se cuenta que el fundador de la dinastía Za se llamaba Za Alayaman (también escrito Dialliaman), que procedía de Yemen y se estableció en la ciudad de Kukiya. Lo que ocurrió con los gobernantes zuwa aún no está registrado.
Las tribus Sanhaja formaban parte de los primeros pobladores de la región de la curva del Níger. Eran conocidos localmente como el Tuareg. Estas tribus salieron a caballo del desierto del Sáhara y establecieron asentamientos comerciales cerca del Níger. Con el paso del tiempo, los comerciantes norteafricanos cruzaron el Sáhara y se unieron a los tuaregs en sus asentamientos. Ambos grupos comerciaban con los pueblos que vivían cerca del río. A medida que aumentaba el comercio en la región, los jefes songhai se hicieron con el control del rentable comercio en torno a lo que más tarde se convertiría en Gao. Entre los productos comercializados figuraban oro, sal, esclavos, nueces de cola, cuero, dátiles y marfil. 
En el siglo X, los jefes Songhai habían establecido Gao como un pequeño reino, tomando el control de las personas que vivían a lo largo de las rutas comerciales. Hacia 1300, Gao se había vuelto lo bastante próspera como para atraer la atención del Imperio de Malí.  Malí conquistó la ciudad, se benefició del comercio de Gao y recaudó impuestos de sus reyes hasta aproximadamente la década de 1430. Los conflictos en la patria maliense hicieron imposible mantener el control de Gao.: 50–51  Ibn Battuta visitó Gao en 1353, cuando la ciudad aún formaba parte del Imperio maliense. Llegó en barco desde Tombuctú en su viaje de regreso de visitar la capital del imperio, y escribió:
Después viajé a la ciudad de Kawkaw, que es una gran ciudad en el Nīl [Níger], una de las mejores, más grandes y más fértiles ciudades del Sūdān. Allí hay mucho arroz, leche, pollos, pescado y el pepino, que no tiene semejante. Sus gentes realizan sus compras y ventas con cowries, como la gente de Mālī.
Tras la muerte de Mansa Sulayman en 1360, las disputas sobre quién debía sucederle debilitaron el Imperio maliense. El reinado de Mari Djata II dejó el imperio en malas condiciones financieras, pero el reino propiamente dicho pasó intacto a Musa II. Mari Djata, kankoro-sigui de Musa, sofocó una rebelión tuareg en Takedda e intentó sofocar la rebelión songhai en Gao. Aunque tuvo éxito en Takedda, no volvió a someter Gao. En la década de 1430, Songhai, anteriormente dependiente de Malí, obtuvo la independencia bajo la dinastía Sonni. Unos treinta años más tarde, Sonni Sulayman Dama atacó Méma, la provincia maliense al oeste de Tombuctú.

### Sonni Ali
Tras la muerte de Sulayman Dama, Sonni Ali reinó desde 1464 hasta 1492. Al igual que los anteriores reyes songhai, Alí era musulmán. Los príncipes songhai de Gao alcanzaron la plena independencia de Mali con Sonni Alí (1464-1492), verdadero artífice del Imperio Songhai, combatiendo contra los peuls y los tuaregs. Este soberano restaurador, animista convencido, constituyó en veintisiete años un poderoso imperio que iba desde Kebbi, en la actual Nigeria, hasta la actual región de Segu. Entre 1464 y 1468 hizo que su imperio songhai controlase el vital eje comercial Tombuctú-Djenné y, de esta manera, todo el comercio transahariano. Sonni Alí persiguió a los musulmanes y especialmente a los círculos intelectuales de Tombuctú ligados a los tuaregs y fulbes. Toda su política en este sentido se vino abajo con su muerte en 1492. En 1493 se produjo un cambio de dinastía.
Durante sus campañas de expansión, Alí conquistó muchas tierras, repeliendo los ataques de los Mossi al sur y conquistando al pueblo Dogón al norte. Se anexionó Tombuctú en 1468 después de que los líderes islámicos de la ciudad le pidieran ayuda para derrocar a los tuaregs, que habían tomado la ciudad tras el declive de Malí. Cuando intentó conquistar la ciudad comercial de Djenné, los habitantes se resistieron a sus esfuerzos. Tras siete años de asedio, logró que se rindieran por hambre, incorporando la ciudad a su imperio en 1473. La invasión de Sonni Ali y sus fuerzas tuvo un impacto negativo en Tombuctú. Muchos relatos musulmanes lo describieron como un tirano, entre ellos el Tarikh al-fattash, que escribió Mahmud Kati. Según The Cambridge History of Africa, el historiador islámico Al-Sa'di expresa este sentimiento al describir su incursión en Tombuctú:
Sunni Ali entró en Tombuctú, cometió graves iniquidades, quemó y destruyó la ciudad y torturó brutalmente a muchas personas que allí se encontraban. Cuando Akilu se enteró de la llegada de Sonni Ali, trajo mil camellos para transportar a los fuqaha de Sankore y se dirigió con ellos a Walata......  El tirano sin Dios masacró a los que permanecieron en Tombuctú y los humilló.

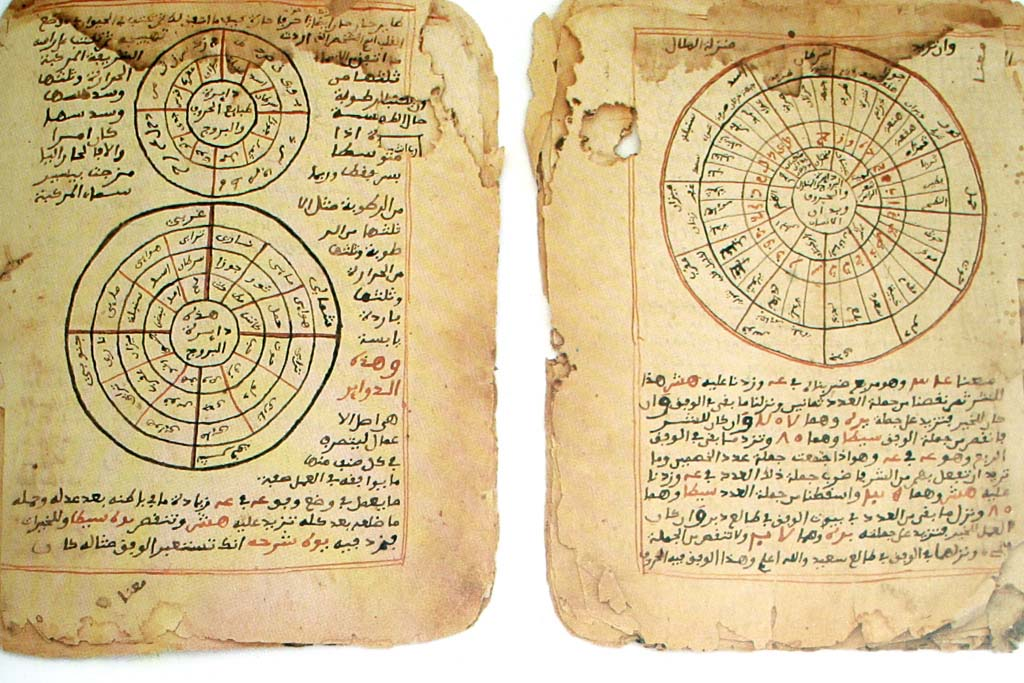
Los Manuscritos de Tombuctú, con escritos árabes sobre matemáticas y astronomía

Sonni Ali creó una política contra los eruditos de Tombuctú, especialmente los de la región de Sankore que estaban asociados con los tuaregs. Con su control de las rutas comerciales críticas y de ciudades como Tombuctú, Sonni Ali aumentó la riqueza del Imperio Songhai, que en su apogeo superaría la riqueza de Malí.

### Askia el Grande

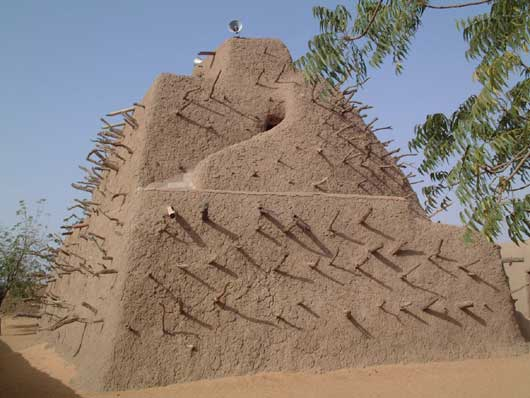
La Tumba de Askia en Gao.

Alí fue sucedido por  el general soninké Mohamed Ture bajo cuyo reinado como "askia" Mohamed I (1493-1528) "Askia el Grande" alcanzó su apogeo el Imperio Songhai y se convirtió en un reino de confesión islámica. Organizó los territorios conquistados por su predecesor y extendió su poder hacia el sur y el este. De su peregrinación a La Meca, en 1496-97, regresó con el título de califa, lo que le permitió realizar una verdadera reforma de la sociedad, según los consejos del jurista islámico al-Maghili, y continuar las conquistas de su antecesor Sonni Alí. Instaló una burocracia compleja, con ministerios separados para la agricultura, el ejército, y hacienda. Designó a un funcionario supervisor para cada uno de ellos. Fue un musulmán devoto, fundó escuelas religiosas públicas, mezquitas y abrió su corte a eruditos y poetas del mundo musulmán. Entre 1514 y 1517 conquistó las minas de Bambuk, controló los ricos mercados de las ciudades hausa de Kano y Katsina y logró mantener en el desierto a los tuaregs. Se dice que Askia tenía una actitud cínica hacia los reinos que carecían de fuerzas de combate profesionales.
Al-Sa'di, el cronista que escribió el Tarikh al-Sudan, comparó el ejército de Askiya con el de su predecesor:
"distinguió entre el civil y el ejército a diferencia del suní Ali [1464-92], cuando todos eran soldados". Abrió escuelas religiosas, construyó mezquitas y abrió su corte a eruditos y poetas de todo el mundo musulmán. Sus hijos asistieron a una escuela islámica, e impuso las prácticas islámicas, pero no impuso la religión a su pueblo. Askia completó uno de los Cinco Pilares del Islam realizando un hajj a La Meca, llevando una gran cantidad de oro. Donó parte de él a obras de caridad y gastó el resto en regalos para el pueblo de La Meca con el fin de mostrar la riqueza de su imperio. Los historiadores de El Cairo dijeron que su peregrinaje constaba de "una escolta de 500 soldados de caballería y 1000 de infantería, y con él llevaba 300.000 piezas de oro".
El islam era tan importante para él que, a su regreso, estableció más centros de aprendizaje por todo su imperio y reclutó a eruditos musulmanes de Egipto y Marruecos para que enseñaran en la mezquita de Sankore de Tombuctú.
Se interesó por la astronomía, lo que propició el aumento de astrónomos y observatorios en la capital. Askia inició múltiples campañas militares, incluida la declaración de la yihad contra los vecinos mossi. Tras someterlos, no les obligó a convertirse al islam. Su ejército estaba formado por canoas de guerra, una caballería, armaduras protectoras, armas con punta de hierro y una milicia organizada.
Centralizó la administración del imperio y estableció una burocracia responsable de la recaudación de impuestos y la administración de justicia. Exigió la construcción de canales para potenciar la agricultura, lo que a la postre incrementó el comercio. Introdujo un sistema de pesos y medidas y nombró un inspector para cada uno de los principales centros comerciales de Songhai.
Durante su reinado, el islam se afianzó, floreció el comercio transahariano y las minas de sal de Taghaza se introdujeron dentro de los límites del imperio.

### Decadencia e invasión saadí
Las primeras relaciones entre el Magreb y el Sudán se centraron en el control de las importantes minas de sal de Taghaza, situadas a ochocientos kilómetros al sur de la última población magrebí (Tinduf) y a quinientos al norte del río Níger. Los songhai gestionaban las minas y contaban con un gobernador para la región al menos desde 1497. La tendencia árabe a expandirse hacia el sur, a la que se oponían los songhai, suscitó la disputa por el control de Taghaza, importante centro comercial sahariano, además de centro minero destacado.
En 1528, los hijos de Askia se rebelaron contra él, declarando rey a su hijo Musa. Tras el derrocamiento de Musa en 1531, el Imperio Songhai entró en decadencia.
En 1545, el sultán de Fez exigió al monarca songhai, Askia Ishaq I que le entregase Taghaza, a lo que este se negó rotundamente. Ishaq envió además unos dos mil tuaregs a recorrer la zona fronteriza, como demostración de su poderío. En 1557, sin embargo, los árabes se apoderaron de la región mediante un golpe de mano. Los songhai reaccionaron evacuando completamente el lugar y estableciendo un nuevo asentamiento minero ciento cincuenta kilómetros más al sur (Taghaza al-Ghizlan). Privados de los medios para explotar las minas, los magrebíes abandonaron Taghaza algunos meses más tarde; la localidad recuperó la prosperidad con la vuelta de su población original que, sin embargo, mantuvo también activas las nuevas minas del sur.
La disputa por la población resurgió veinte años después, en 1578, tras la victoria de Ahmad al-Mansur en la batalla de Alcazarquivir. Al-Mansur intentó, mediante la diplomacia, que el soberano songhai del momento, Askia Daud, abandonase Taghaza, infructuosamente. En 1581, Ahmad conquistó varios oasis en el sur.
En 1582, los saadíes enviaron un ejército de veinte mil hombres hacia Tombuctú y las demás ciudades del meandro del Níger, pero la hueste quedó diezmada por el hambre y la sed en el desierto y no alcanzó la meta. Tras la muerte del emperador Askia Daoud en 1583, una guerra de sucesión debilitó el Imperio Songhai y lo dividió en dos facciones enfrentadas. Mohamed I fue destronado por sus hijos, iniciándose un periodo de inestabilidad debido a las luchas fratricidas entre los príncipes de la familia real.
En 1585 al-Mansur envió doscientos jinetes a adueñarse de Taghaza y evitar al tiempo que la población la abandonase como había hecho en 1557, pero la noticia llegó antes que la fuerza de caballería y se encontró con el lugar desierto. Poco después, los árabes se vieron obligados a evacuar la localidad de nuevo.

África Occidental tras la invasión árabe.

En 1586, la muerte de Askia al-Hach desencadenó una nueva lucha por el poder en el Imperio Songhái, que al-Mansur aprovechó para reclamar tributo por las minas a los songhai. Cuando Askia Ishaq II ascendió al trono songhai, al-Mansur le solicitó tributo por explotar las minas de Taghaza, que presentó como parte de sus dominios, pretensión que Ishaq rechazó rotundamente. La llegada a Marrakech de un proscrito songhai que se presentó como legítimo soberano desposeído por Ishaq II y dispuesto a someterse a los saadíes si estos se devolvían al poder, impelió a al-Mansur a organizar una gran expedición al sur para apoderarse del Sudán y de sus minas de oro.
Durante este período, los ejércitos marroquíes habían aniquilado una invasión portuguesa en la Batalla de Alcácer Quibir, pero se encontraban al borde del agotamiento económico y la bancarrota, ya que necesitaban pagar las defensas utilizadas para mantener el asedio. Esto llevó a Sultán Ahmad I al-Mansur de la dinastía Saadi en 1591 sabedor de la debilidad interna del Imperio Songhai, a enviar una fuerza de invasión de mercenarios hacia el sur al mando del eunuco Judar Pachá, quien tuvo éxito tras la batalla de Tondibi.. La invasión marroquí de Songhai fue principalmente para hacerse con el control y reactivar el comercio transahariano de sal y oro y capturar esclavos para su industria azucarera en desarrollo.: 300   Tras esta batalla el soberano songhai fue asesinado y el Imperio se convirtió en una provincia del Sultanato Saadí. Tombuctú fue destruida por una expedición saadí equipada con armas de fuego, enviada por el sultán, que quería beneficiarse del comercio de oro. Llegó así el fin de uno de los grandes imperios africanos. Durante el reinado de Askia, el ejército songhai estaba formado por soldados a tiempo completo, pero el rey nunca modernizó su ejército. Por otro lado, el ejército invasor marroquí contaba con miles de arcabuceros y ocho cañones ingleses.
Judar Pachá era español de nacimiento, pero había sido capturado de niño y educado en la corte saadí. Tras una marcha a través del desierto del Sáhara, las fuerzas de Judar capturaron, saquearon y arrasaron las minas de sal de Taghaza y se dirigieron a Gao. Cuando el emperador Askia Ishaq II (r. 1588-1591) se enfrentó a Judar en la Batalla de Tondibi de 1591, las fuerzas songhai, a pesar de su enorme superioridad numérica, fueron derrotadas por una estampida de ganado provocada por las armas de pólvora de los saadíes. Judar procedió a saquear Gao, Tombuctú y Djenné, destruyendo a los songhai como potencia regional. Gobernar un imperio tan vasto resultó ser demasiado para la dinastía Saadi. Pronto renunciaron al control de la región, dejando que se fragmentara en docenas de reinos más pequeños.: 308 

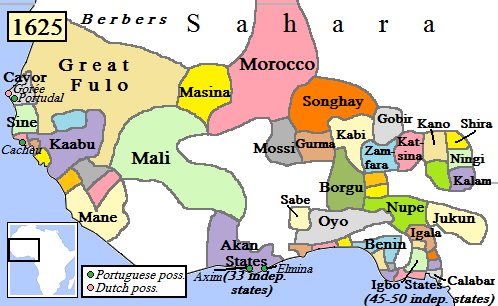
África Occidental tras la invasión marroquí

Tras la derrota del imperio, los nobles se trasladaron al sur, a una zona conocida hoy como Songhai en el actual Níger, donde ya se había asentado la dinastía Sonni. Formaron reinos más pequeños, como Wanzarbe, Ayerou, Gothèye, Dargol, Téra, Sikié, Kokorou, Gorouol, Karma, Namaro y, más al sur, el Dendi, que alcanzó importancia poco después.

## Campaña de Tondibi
Tras la muerte del emperador Askia Daoud, la erupción de una guerra civil para decidir un sucesor debilitó el Imperio, lo que motivó que el sultán Ahmad I al-Mansur de la dinastía Saadí enviase una fuerza de invasión comandada por el eunuco Yuder Pachá, con el objetivo de apropiarse del comercio de oro (años antes, los saadíes habían vencido a los portugueses en la batalla de Alcazarquivir, lo que condujo al inicio de grandes proyectos arquitectónicos y urbanísticos y a unos elevados gastos militares, políticos, de palacio y propagandísticos, que finalmente dejaron las arcas públicas casi agotadas y al Estado al borde de la bancarrota), proveniente del África Occidental subsahariana. Yuder Pachá era morisco de nacimiento, pero fue capturado por los otomanos en su infancia y a continuación educado en la corte saadí. Tras una marcha a través del desierto del Sahara, la fuerza militar dirigida por Yuder, formada por tropas saadíes, exiliados moriscos y mercenarios y excarcelados europeos, capturó, saqueó y arrasó las minas de sal de Taghaza, para después marchar hacia la capital Gao. Cuando el emperador Askia Ishaq II (1588-1591) se enfrentó a Yuder en la batalla de Tondibi de 1591, el ejército songhai, a pesar de su tamaño notoriamente mayor, fue ampliamente derrotado, gracias en parte a una estampida de ganado provocada por las armas de fuego saadíes. Yuder saqueó Gao, Tombuctú y Djenné, y acabó con el poder songhai en la región. Gobernar un territorio tan vasto pronto se convirtió en una tarea inasumible para los saadíes, lo que les llevó a renunciar al control de la región y a dejar que se dividiera en docenas de reinos menores. Así, el pueblo songhai creó el Reino Dendi, en las tierras de las que eran originarios.

## Economía
Las bases económicas del Imperio songhai fueron muy similares a las de los imperios precedentes. El comercio transahariano fue la actividad más lucrativa; se exportó hacia el norte de África sal y oro especialmente, también ámbar gris, goma arábiga, pieles de leopardo y esclavos.. Recibían a cambio productos manufacturados como collares, armas, espejos y telas de seda y de lana, además de productos agrícolas como caballos y trigo. Las actividades agrícolas, debido a que el suelo era más fértil, eran realizadas por numerosos esclavos en grandes propiedades controladas por la aristocracia.. La pesca en el río Níger y la ganadería fueron también muy importantes para la economía. La primera actividad desarrolló una importante industria artesanal de ahumados, que llegó a exportarse por los territorios vecinos. La sociedad, fuertemente jerarquizada, mostraba una gran masa de la población con serias dificultades para vivir en el campo, y una aristocracia político-religiosa que junto a los ricos comerciantes vivía lujosamente en las grandes poblaciones.

## Ejército
El Ejército era, junto con la Administración civil, los dos pilares del poder de los soberanos songhai. El mando supremo correspondía a estos, que nombraban a los generales de los ejércitos y dirigía en persona las principales operaciones militares. El Ejército en su conjunto contaba con un jefe, el balama o dyina koy que pertenecía al consejo real.
Existían soldados profesionales, divididos en grandes agrupaciones: la caballería —el cuerpo más selecto, tanto por el origen de sus miembros como por la riqueza de sus armas—, la infantería, los auxiliares tuaregs con sus camellos, la infantería selecta, la guardia real y la flotilla fluvial.
El cuerpo principal de las fuerzas armadas songhái era la caballería, que mandaba un tara farma. Sus miembros vestían de forma similar a los caballeros medievales europeos, con armadura y cota de malla. Como armas, portaban una lanza larga, un sable y un escudo de cuero. Aunque la caballería era el arma principal del Ejército, los cuerpos más numerosos eran los de infantería. Los peones iban armados normalmente con un escudo, arco y flechas, armamento típico de toda la región. Contaban además con lanzas y jabalinas y una especie de puñal curvo. La infantería selecta portaba las mismas armas y se distinguía por un brazalete de oro que llevaban sus miembros en el brazo izquierdo. Los auxiliares tuaregs y los marinos de la Armada fluvial empleaban las mismas armas que los infantes.
La guardia real, que rara vez participaba en los combates, tenía encomendada únicamente la salvaguarda del monarca, aunque era fuente habitual de intrigas y confabulaciones contra este.